# Металургійний завод в Істіклолі
Металургійний завод в Істіклолі – виробничий майданчик на півночі Таджикистану. 
В 2010 році у Согдійській області почала роботу споруджена коштом китайського інвестора Зарнісорська збагачувальна фабрика. Отримані тут свинцевий та цинковий концентрати відправляли до Китаю, втім, влада Таджикистану бажала організувати його переробку в середині країни. У підсумку, в січні 2017-го відбувся пробний пуск першої черги металургійного заводу, майданчик для якого підібрали на околиці містечка Істіклол (раніше було відоме розробкою уранового родовища Табошар). Проектна потужність цієї черги становила 50 тисяч тон електролітичного свинцю на рік. 
Станом на листопад 2019-го завод так і не розпочав повноцінної роботи, причиною чого називалась відсутність водопостачання, а також необхідність певного відновлення обладнання після незапланованого простою.
В 2023-му Президент Таджикистану дав старт будівництву другої черги, яка за проектом повинна випускати 30 тисяч тон електролітичного свинцю, 50 тон срібла та 600 тонн мідного штейну на рік.